# Henrik Andersen
Henrik Andersen, (Amager, 7 de maio de 1965) é um ex-futebolista dinamarquês, que atuava como defensor. 

## Carreira
Anderse fez parte do elenco da Seleção Dinamarquesa de Futebol da Copa do Mundo de 1986 e a Eurocopa 1992.